# Gert Andreae
Gert Andreae (* 16. März 1927 in Berlin; † 2. Oktober 1972) war ein deutscher Schauspieler.

## Leben
Nach Absolvierung seiner Ausbildung an Theaterschulen in Berlin und Stuttgart folgten Theaterengagements in Stuttgart, Hamburg und Berlin. An der Seite von Manfred Krug spielte er den Matze im Film Auf der Sonnenseite, es folgten noch zahlreiche andere Film- und Fernsehproduktionen.
Andreae war bis zu seinem Tod mit der Schauspielerin Helga Piur verheiratet.

## Filmografie
- 1952: Der Kampf der Tertia
- 1959: Reportage 57
- 1960: Leute mit Flügeln
- 1960: Liebe auf den letzten Blick
- 1961: Guten Tag, lieber Tag
- 1962: Auf der Sonnenseite
- 1962: Blaulicht: Das Gitter (TV-Serie)
- 1963: Blaulicht: Heißes Geld
- 1966: Dr. Schlüter. 5. Unter Menschen

## Theater
- 1956: Lillian Hellman: Die kleinen Füchse (Leo Hubbart) – Regie: Wolfgang Heinz (Deutsches Theater Berlin – Kammerspiele)
- 1959: Carlo Goldoni: Das Kaffeehaus – Regie: Emil Stöhr (Deutsches Theater Berlin – Kammerspiele)
- 1961: Pavel Kohout: Die dritte Schwester – Regie: Karl Paryla (Deutsches Theater Berlin – Kammerspiele)
- 1962: Gerhart Hauptmann: Der Biberpelz (Motes) – Regie: Ernst Kahler (Deutsches Theater Berlin – Kammerspiele)
- 1968: Ariano Suassuna: Das Testament eines Hundes (Küster) – Regie: Friedo Solter (Deutsches Theater Berlin)

## Hörspiele

### Sprecher
- 1958: Wera Küchenmeister/Claus Küchenmeister: Damals achtzehn – neunzehn (Willi) – Regie: Helmut Hellstorff (Dokumentarhörspiel – Rundfunk der DDR)
- 1959: Friedrich Karl Kaul/Walter Jupé: Alles beim alten (Gerd Stutterberg) – Regie: Gert Beinemann (Hörspiel – Rundfunk der DDR)
- 1961: Horst Girra: Feuersalamander (Klaus Bunde) – Regie: Detlev Witte (Hörspiel – Rundfunk der DDR)
- 1962: Rolf Schneider: Godefroys (Gunther) – Regie: Otto Dierichs (Hörspiel – Rundfunk der DDR)
- 1965: Ján Solovič: In fünf Minuten ist Mitternacht (Weichensteller) – Regie: Helmut Hellstorff (Hörspiel – Rundfunk der DDR)
- 1967: Gerhard Stübe: John Reed. Dramatische Chronik in drei Teilen – Regie: Fritz Göhler (Hörspiel – Rundfunk der DDR)
- 1967: Hans Siebe: Spuren im Sand (Oberleutnant Lomke) – Regie: Joachim Staritz (Kriminalhörspiel – Rundfunk der DDR)
- 1967: Horst Girra: Brennpunkt Autowolf (Sigi Herbst) – Regie: Joachim Gürtner (Kriminalhörspiel – Rundfunk der DDR)
- 1967: Horst Enders: Die Rettungsmedaille (van Kauk) – Regie: Ingeborg Milster (Kinderhörspiel – Rundfunk der DDR)
- 1967: Rolf Wohlgemuth: Verraten und verkauft (Hector) – Regie: Peter Groeger (Hörspiel – Rundfunk der DDR)
- 1968: Ilja Konstantinowski: Verjährungsfrist (Adrian) – Regie: Helmut Molegg (Hörspiel – Rundfunk der DDR)
- 1968: Alexander Lukin/ Dimitri Poljanowski: Mal angenommen, es ist Liebe – Regie: Ingeborg Milster (Kinderhörspiel – Rundfunk der DDR)
- 1968: Erasmus Schöfer: Denkmal Pfeiffer (Ronimus) – Regie: Fritz-Ernst Fechner (Hörspiel – Rundfunk der DDR)
- 1968: Willi Bredel: Verwandte und Bekannte – Regie: Fritz-Ernst Fechner (Hörspiel (8 Folgen) – Rundfunk der DDR)
- 1968: Ion Druze: Wenn der Hahn kräht (Serafim) – Regie: Helmut Molegg (Hörspiel – Rundfunk der DDR)
- 1969: Wil Lipatow: Der Dorfdetektiv (Iwan Iwanowitsch) – Regie: Werner Grunow (Hörspiel – Rundfunk der DDR)
- 1969: Peter Albrechtsen: Extrastunde (Klavs) – Regie: Fritz-Ernst Fechner (Hörspiel – Rundfunk der DDR)
- 1969: Emil Koraloff: Perunika (Ljudmil) – Regie: Helmut Molegg (Hörspiel – Rundfunk der DDR)
- 1969: Wolfgang Kohlhaase: Fragen an ein Photo – Regie: Helmut Hellstorff (Hörspiel – Rundfunk der DDR)
- 1969: Fritz Selbmann: Ein weiter Weg – Regie: Fritz-Ernst Fechner (Hörspiel (8 Teile) – Rundfunk der DDR)
- 1969: Karl-Heinrich Bonn/Maria Bonn: Die Reise nach K. (Frank Brückner) – Regie: Wolfgang Brunecker (Hörspiel – Rundfunk der DDR)
- 1970: Roland Neumann: Winne (Werner) – Regie: Manfred Täubert (Kinderhörspiel – Rundfunk der DDR)

### Regisseur
- 1968: Joachim Nowotny: Abstecher mit Rührung (Hörspiel – Rundfunk der DDR)
- 1969: Franz Freitag: Der Egoist (Hörspiel – Rundfunk der DDR)
- 1970: William Shakespeare: Othello (Auch Sprecher) (Hörspiel – Rundfunk der DDR)